# Спиначи (Терамо)
Спиначи (итал. Spinaci) је насеље у Италији у округу Терамо, региону Абруцо.
Према процени из 2011. у насељу је живело 85 становника. Насеље се налази на надморској висини од 73 м.